# Siegel der Nördlichen Marianen

Siegel der Nördlichen Marianen

Das Siegel der Nördlichen Marianen, einem Außengebiet der Vereinigten Staaten im Pazifischen Ozean, hat einen runden Schild und zeigt in Blau einen weißen fünfzackigen Stern vor einer Steinsäule (Latte-Stein) mittig eines weißen Blumenkranzes mit eingefügten Muscheln. Unterhalb der Steinsäule steht in drei Reihen in weißer Schrift „UNITED STATES“ und darunter die Jahreszahl „1976“ sowie „OFFICIAL SEAL“ geschrieben.
Eine Inschrift  am oberen Rand in der Begrenzung auf etwa zwei Drittel Umfang in weißen Majuskeln „COMMONWEALTH OF THE NORTHERN MARIANAS“ ist durch eine weiße Linie innen und am Außenrand getrennt.

## Symbolik
Die blaue Siegelfläche stellt den Pazifik dar. Der weiße Stern steht für die Inseln der Nördlichen Marianen. Die Steinsäule und die Blumen und Muscheln verkörpern die Kultur des einheimischen Volks der Chamorro.